# Королинский сельсовет
Короли́нский сельсове́т — сельское поселение в Октябрьском районе Амурской области.
Административный центр — село Короли.

## История
17 марта 2005 года в соответствии с Законом Амурской области № 457-ОЗ муниципальное образование наделено статусом сельского поселения.
Законом Амурской области от 7 мая 2015 года № 535-ОЗ,
Королинский и Смеловский сельсоветы Октябрьского района объединены в Королинский сельсовет.

## Население
| 2002 | 2010 | 2011 | 2012 | 2013 | 2014 | 2015 |
| ---- | ---- | ---- | ---- | ---- | ---- | ---- |
| 470  | ↘316 | ↘315 | ↘301 | ↘288 | ↘281 | ↘265 |
| 2016 | 2017 | 2018 | 2021 |      |      |      |
| ↗406 | ↘403 | ↘398 | ↗523 |      |      |      |

## Состав сельского поселения
| № | Населённый пункт | Тип населённого пункта       | Население |
| - | ---------------- | ---------------------------- | --------- |
| 1 | Беляковка        | село                         | →11       |
| 2 | Георгиевка       | село                         | →38       |
| 3 | Короли           | село, административный центр | ↘207      |
| 4 | Смелое           | село                         | ↗128      |
| 5 | Смирновка        | село                         | ↘12       |
| 6 | Ясная Поляна     | село                         | ↘2        |